# Seychellois
Il seychellois è una razza di gatto riconosciuta dalla FIFé nel 2007.

## Descrizione
È un gatto slanciato, con testa cuneiforme e orecchie grandi, triangolari. Gli occhi sono blu, a mandorla. La colorazione è quella tipica del siamese, ma con macchie bianche presenti su almeno un terzo del mantello che non scuriscono con l'età.
Il pelo può essere sia semilungo come nel balinese che corto.